# جاناتان چیس
جاناتان چیس (به انگلیسی: Jonathan Chace) سناتور سابق عضو حزب جمهوری‌خواه ایالات متحده آمریکا بود. وی در سال ۱۸۸۵ تا ۱۸۸۹ میلادی سناتور ایالت رود آیلند در سنای ایالات متحده آمریکا بود.